# بطاقة الأخطبوط

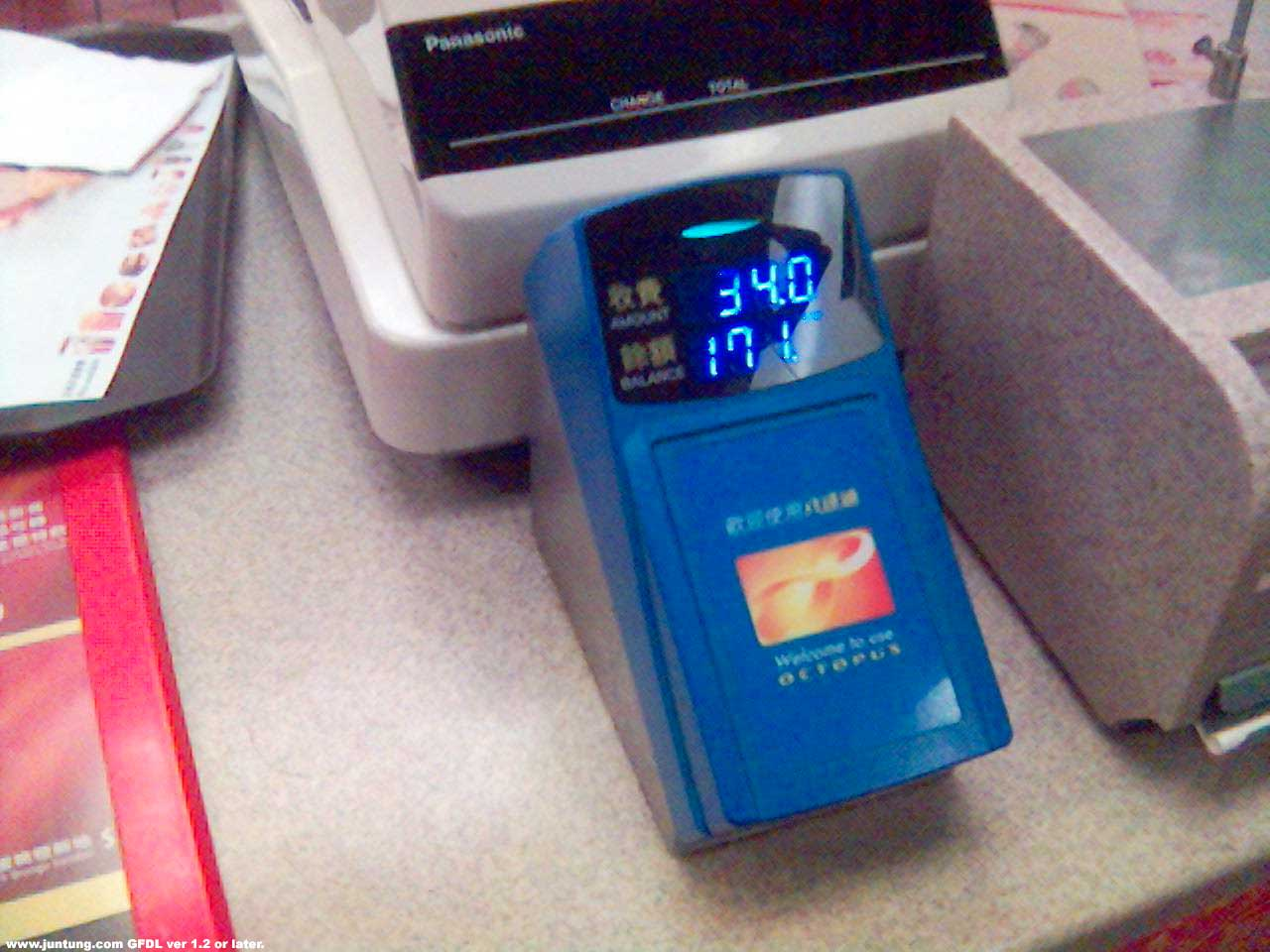
قارئ بطاقة اوكتوبس في مطعم ماكدونالدز

بطاقة الأخطبوط (بالإنجليزية: Octopus Card)‏ هي بطاقة ذكية قابلة للشحن تستخدم عوضاً عن المال في كثير من الأمور اليومية في هونغ كونغ وهي أول بطاقة ذكية على مستوى العالم.
تستخدم بطاقة أوكتوبس في وسائل النقل العام (مترو الأنفاق، القطارات، الباصات والعبّارات) فهي تعوض الشخص عن شراء العديد من التذاكر الفردية لوسائل النقل المختلفة وتجعله لا يحمل النقود معه، وتستخدم أيضاً في عملية دفع المال في المتاجر ومحلات السوبرماركت ومطاعم الوجبات السريعة وفي مواقف السيارات وفي جميع مواقع تطبيقات البيع أو الشراء مثل المحطات ومكائن البيع.

## معلومات عامة
شعار بطاقة الأوكتوبس (هو جعل الحياة اليومية أكثر سهولة). يعتبر نظام أوكتوبس الآن أحد أنظمة النقد الإلكتروني المستخدمة على نطاق واسع. فبحلول منتصف عام 2008، كان هناك أكثر من 17 مليون بطاقة أوكتوبس متداولة (أي أكثر من ضعف سكان هونغ كونغ)، وأكثر من 10 ملايين معاملة تتم يومياً بما قيمته 85 مليون دولار من دولارات هونغ كونغ. ويجري استخدام هذه البطاقات من قبل 95 في المائة من سكان هونغ كونغ الذين تتراوح أعمارهم بين 16 إلى 65 عاماً.

## بدايتها
في عام 1997 قامت هيئة النقل الجماعي بالسكك الحديدية في هونغ كونغ بتدشين استخدام بطاقة مدفوعة القيمة سلفاً ومحتوية على شريحة ممغنطة بوصفها نظاماً للتذاكر يتم استخدامه في استعمال خدمات السكك الحديدية. وفي عام 1994، تم إنشاء شركة كرييتف ستار (التي تغير اسمها إلى بطاقات أوكتوبس المحدودة في عام 2002) كشركة مشتركة بين هيئة السكك الحديدية وأربع شركات أخرى للنقل العام في هونغ كونغ من أجل إنشاء نظام نموذجي للتذاكر المشتركة (أي بما في ذلك الحافلات، والعبّارات البحرية، ومترو الأنفاق، وما إلى غير ذلك). أما بطاقة أوكتوبس، وهي بطاقة ذكية لا تحتاج إلى اتصالات مباشرة وتستند إلى شريحة فليكاسوني، فقد تم استحداثها في عام 1997 لتحل محل البطاقات القديمة ذات الشرائح الممغنطة. وليست هناك حاجة إلى إدخال هذه البطاقة في أية جهاز لقراءتها، الأمر الذي يجعل الدفع بموجبها مسألة في غاية الراحة والسهولة بالنسبة لمستخدميها الذين هم في عجلة من أمرهم: فكل ما يتعين عليهم فعله لدفع الأجرة المطلوبة هو التلويح بحافظتهم أو حقيبتهم اليدوية بالقرب من الجهاز القارئ للبطاقات.

## سبب التسمية
الاسم الكانتوني لبطاقة أوكتوبكس: هو Baat Daaht Tùng والذي يترجم حرفياً (ثمانية طرق للوصول) وهي تعني بالصينية الوصول لأي مكان تذهب إليه. Baat Daaht تترجم إلى (الوصول إلى أي مكان) وتم اختيار الاسم من رئيس شركة MTR وهي الشركة الأم لبطاقات أوكتوبس المحدودة في مسابقة لتحديد الاسم التي عقدت في عام 1996 م. ورقم ثمانية له أهمية في الصينية وهو يستخدم غالباً للإشارة إلى الكثرة، على سبيل المثال في لهجة سي تونغ baat daaht هو تعبير مشترك فضفاض والذي يترجم (للوصول إلى كل الاتجاهات)، كما يعتبر أيضاً رقم الحظ في الثقافة الصينية، وعبارة baat daaht من المحتمل أن ترتبط مع اللهجات المشابهة faat daaht التي تعني (الحصول على الثراء) في اللهجة المحلية.
الاسم الإنجليزي لبطاقة أوكتوبوس: Octopus والتي تعني (أخطبوط) تم اختياره أيضاً من مسابقة لتحديد الاسم والذي يتوافق مع رقم ثمانية في الكاتونية وذلك لأن الإخطبوط يملك ثمانية مجسات وهو مناسب تماماً حيث أن الأخطبوط قادر على الحصول على العديد من الأشياء في الوقت نفسه وهذه القدرة تمنح لحاملي البطاقة والذي تمكنه من استخدامها في العديد من الأنواع المختلفة من المعاملات. الشعار المستخدم في البطاقة يحتوي على شريط موبيوس الملتوية على شكل الرقم 8 من الأرقام العربية للإشارة إلى بطاقة غير محدودة الاحتمالات.
== أنواع بطاقات أوكتوبس == (بطاقة الأطفال): للأطفال الذين يتراوح أعمارهم ما بين 3 - 11 سنة alt (بطاقة الطلاب): لطلاب مدارس الثانوية والجامعات لكنها توقفت في عام 2005 وحلت محلها البطاقة الشخصية. alt
بطاقة (البالغين): الإصدار الرسمي وتباع بقيمة 150 دولار alt
بطاقة (كبار السن)
بطاقة (الشخصية): أو بطاقة قوس قزح الشخصية متاحة لكل الفئات، تباع بقيمة 100 دولار مع إضافة أولية بقيمة 30 دولار وقابلة للشحن بقيمة 20 دولار. يمكن للطلاب استخدام هذه البطاقة بقيمة 90 دولار مع وضع صورهم وأسمائهم.

## كيفية إعادة الشحن
يمكن إعادة شحن البطاقة في محطات النقل سواء من خلال الكاونتر أو عن طريق إدخال عملات ورقية في ماكينات إضافة القيمة. ويمكن في الآونة الأخيرة إعادة شحن رصيد البطاقة عبر الإنترنت في متاجر (7-Eleven) أو إلكترونياً بواسطة ماكينات الصرف الآلي. وهناك أيضا وسيلة تلقائية أخرى مريحة وهي خيار إعادة الشحن بشكل مباشر من الحساب (حيث يتم تلقائيا نقل رصيد إلى البطاقة من حساب بطاقة ائتمان بمبلغ 250 أو 500 دولار من دولارات هونغ كونغ بمجرد هبوط رصيد البطاقة إلى صفر) ويتم حفظ القيمة العائمة لدى شركة بطاقات أوكتوبس المحدودة، وإيداع القيمة الكاملة في البنوك.